# Hyper Hyper
Hyper Hyper is een nummer van de Duitse raveband Scooter. Het nummer was de eerste single van hun debuutalbum ...And the Beat Goes On!. 
Hyper Hyper betekende de internationale doorbraak van Scooter, met top-10 hitnoteringen in verscheidene landen.

## Hitnotering
| Nummer | 43 | 46 | uit |